# Aspasia principissa
Aspasia principissa är en orkidéart som beskrevs av Heinrich Gustav Reichenbach. Aspasia principissa ingår i släktet Aspasia och familjen orkidéer. Inga underarter finns listade i Catalogue of Life.